# Bermudy na Mistrzostwach Świata w Lekkoatletyce 2017
Bermudy na Mistrzostwach Świata w Lekkoatletyce 2017 – reprezentacja Bermudów podczas Mistrzostw Świata w Londynie liczyła 1 zawodnika, który nie zdobył medalu.

## Rezultaty
| Zawodnik     | Konkurencja | Kwalifikacje | Kwalifikacje | Finał | Finał   |
| Zawodnik     | Konkurencja | Wynik        | Pozycja      | Wynik | Pozycja |
| ------------ | ----------- | ------------ | ------------ | ----- | ------- |
| Tyrone Smith | skok w dal  | 7,88         | 13.          | NQ    | NQ      |